# Phenacobius
Phenacobius é um género de peixe actinopterígeo da família Cyprinidae.
Este género contém as seguintes espécies:
- Phenacobius catostomus D. S. Jordan, 1877
- Phenacobius crassilabrum W. L. Minckley & Craddock, 1962
- Phenacobius mirabilis (Girard, 1856)
- Phenacobius teretulus Cope, 1867
- Phenacobius uranops Cope, 1867